# 浪花組
浪花組（なにわぐみ）は、大阪市中央区東心斎橋に本社を置く、左官業者である。

## 沿革
1922年（大正11年）11月3日、堺市にて「浪花組曽我長三郎」として創業。1955年（昭和30年）に株式会社に改組し、「株式会社浪花組」を設立。中川貢が代表取締役社長に就任した。1964年には大阪市南区玉屋町に、村野藤吾の設計による本社ビルが竣工した。

## 実績
日本有数の左官業者として、東宮御所や迎賓館赤坂離宮、ユニバーサル・スタジオ・ジャパン、東京駅修復工事などに携わった。

## 浪花組と村野藤吾
3代目社長の中川貢は、実業家であると同時に上方文化に造詣の深い文化人で、建築家村野藤吾のパトロンでもあった。1956年に開店した喫茶店「心斎橋プランタン」は中川が施主として村野に依頼した。大阪の街を南北に走る千年町筋と玉屋町筋の間、八幡筋の南に面し、1964年に竣工した浪花組本社ビルも村野が設計を手掛けた。鉄筋コンクリート構造地上5階・地下1階建。平瓦を貼った多角形を基調としたファサードはなまこ壁の工法で仕上げられている。浪花組が金融業を行っていた名残から1階には大理石が多用され、地下には大金庫が設けられている。2014年に大阪市都市整備局による「生きた建築ミュージアム・大阪セレクション」に選定され、2020年には外壁の洗浄・補修など修景が行われた。
村野は本社のほか東京と名古屋の浪花組の支社、帝塚山にある中川の自宅の設計を請け負った。浪花組も、村野が設計した数々の建築物の左官工事を受託した。浪花組の関連会社が京都市右京区で経営する「湯豆腐 嵯峨野」の本館は、1957年に大阪の宗右衛門町に旅館「富田屋」として建てられ、1965年の開店に際し嵯峨野の地に移築された。